# Kate Allen
Kate Allen (ur. 25 kwietnia 1970 w Geelong) – austriacka triathlonistka, mistrzyni olimpijska, dwukrotna wicemistrzyni Europy.
Największym jej sukcesem jest złoty medal igrzysk olimpijskich w Atenach. Startowała również w następnych igrzyskach, zajmując w Pekinie 14. miejsce.